# تشة تشكر (أيسين)
تشة تشکر (بالفارسية: چه چکر) هي قرية تقع في إيران في قسم أيسين الريفي. يقدر عدد سكانها بـ 1,681 نسمة .